# Gonomyia orthomeroides
Gonomyia orthomeroides är en tvåvingeart som beskrevs av Alexander 1939. Gonomyia orthomeroides ingår i släktet Gonomyia och familjen småharkrankar. Inga underarter finns listade i Catalogue of Life.